# Forma viva
Forma viva è una galleria all'aperto in Slovenia, che si presenta come un nobile parco, nella quale ognuno può godere della bellezza della scultura contemporanea internazionale, infatti, le opere sono realizzazioni di artisti provenienti da tutto il mondo. Forma viva è anche il simposio di scultura, ancora attivo, più vecchio al mondo, infatti, fu fondato nel lontano 1961, dai due scultori sloveni Janez Lenassi e Jakob Savinšek. Quest'ultimo propose anche il nome per la manifestazione, Forma viva, che intendiamo come ricerca scultorea viva in direzioni sempre nuove; il termine si rivelò adatto in futuro per riconoscere l'evento, nonché, più tardi si diffuse per descrivere qualsiasi tipo di lavoro collettivo di scultori all'aperto.

## Forma viva
La Forma viva di Portorose, che si estende lungo tutta la cima della piccola penisola di Sezza e gode di bellissime vedute sull'Adriatico, fu la prima ad essere fondata dai due scultori sloveni, anche se nello stesso anno venne inaugurata pure quella a Kostanjevica pri Krki.
Gli scultori internazionali, invitati al simposio di Portorose, creavano le loro opere dalla bellissima pietra bianca istriana, mentre quelli a Kostanjevica dal materiale tipico per quella regione, cioè il legno. In seguito nacquero anche le Forma viva di Ravne na Koroškem (1964) e Maribor (1967). Inizialmente si desiderava realizzare eventi annuali sia a Portorose che a Kostanjevica, progetto che, ovviamente per motivi economici, dopo i primi anni dovette essere abolito. Si optò quindi per una manifestazione biennale che, considerando l'alternarsi del simposio fra Portorose e Kostanjevica, diventa annuale.
Nel periodo d'attività solo della Forma viva costiera (che è tra l'altro l'unica ancora attiva e perciò mantiene il titolo di simposio ancora attivo più vecchio al mondo, 1961 - 2011), le Gallerie costiere di Pirano, che sono le curatrici del museo, hanno raccolto oltre 300 sculture. Queste le troviamo oggi sparse in giro per i parchi della costa slovena, visto che lo spazio d'esposizione previsto inizialmente, cinquant'anni fa, non ha più modo di espandersi. Un'altra influenza economica si presenta anche in questo fatto: per mantenere la continuità biennale molti degli investitori aiutarono il simposio in cambio di una (o più) opere nel proprio comune; vediamo così la magnifica opera "Regata" del famoso José Ramòn Villa Soberòn nel porto della marina di Capodistria, dove probabilmente gli operai si chiedono che cosa sia, mentre i pochi passanti amatori d'arte, che magari la cercano, non possono goderne la vista, essendo assai nascosta.